# Agência Internacional para as Energias Renováveis
Agência Internacional para as Energias Renováveis (do inglês: International Renewable Energy Agency; abreviado: IRENA) é uma instituição criada com a finalidade de promover o uso de energias renováveis.

## História
A ideia da formação da IRENA foi apresentada em 1981 na Conferência das Nações Unidas para as Energias Renováveis, realizada em Nairobi. Formalmente criada em 2009, durante a Conferência de Bona, a Agência tem sede em Abu Dhabi e conta, atualmente, com 154 Estados Membros, além de 26 Estados em processo de adesão.
A IRENA tem como principal missão auxiliar e apoiar países na transição para uma matriz energética sustentável, servindo como repositório e disseminador de conhecimento e boas práticas, plataforma de diálogo, e provedora de serviços, ferramentas técnicas, análises e de projetos de cooperação na área de energia renovável.
Em janeiro de 2018, o Brasil deu início ao processo de acessão à IRENA. De acordo com o Ministério das Relações Exteriores, o procedimento demonstra a importância que o País "devota às energias renováveis, ao combate à mudança do clima e ao desenvolvimento sustentável, bem como ao engajamento construtivo na governança internacional".
Portugal é um dos setenta e cinco países fundadores desta organização internacional.